# Saint-Julien-de-l’Escap
Saint-Julien-de-l’Escap település Franciaországban, Charente-Maritime megyében. Lakosainak száma 857 fő (2022. január 1.). Saint-Julien-de-l’Escap Asnières-la-Giraud, Courcelles, Fontenet, Poursay-Garnaud, Saint-Jean-d’Angély és Varaize községekkel határos.

## Népesség
A település népessége az elmúlt években az alábbi módon változott:
| Lakosok száma | 581  | 898  | 838  | 889  | 860  | 913  | 891  | 873  | 864  | 857  |
|               | 1968 | 1982 | 1990 | 2006 | 2013 | 2015 | 2017 | 2019 | 2020 | 2022 |